# HD 47247
HD 58285 — тройная звезда в созвездии Большого Пса на расстоянии (вычисленном из значения параллакса) приблизительно 1052 световых лет (около 323 парсеков) от Солнца. Видимая звёздная величина звезды — +6,397m. Возраст звезды оценивается как около 21 млн лет.
Первый и второй компоненты (V415 Большого Пса (лат. V415 Canis Majoris)) — двойная затменная переменная звезда типа Алголя (EA). Видимая звёздная величина звезды — от +6,48m до +6,34m. Орбитальный период — около 1,9857 суток.

## Характеристики
Первый компонент — бело-голубая звезда спектрального класса B5V или B3V.
Третий компонент — белая звезда спектрального класса A2V. Удалён на 9,1 угловых секунд (около 2100 а.е.).